# 大森城 (伊予国)
大森城（おおもりじょう）は、愛媛県宇和島市三間町にあった日本の城（山城）。

## 概要
三間盆地の西端にある標高316mの大森城山山頂に位置する。三間盆地を一望でき、また伊予西園寺氏の本城である黒瀬城に通ずる道がある重要な拠点となっていた。山頂付近は急坂で、その上に3段の平坦地が設けられていた。
土居氏が代々の居城とし、戦国時代末期には土居清良が城主を務めた。伊予西園寺氏の旗下で奮闘し、永禄3年（1560年）以降の大友氏および同氏と結んだ土佐一条氏の侵攻を当城で防いだという。長宗我部氏の侵入にも耐え、天正15年（1587年）に戸田勝隆が伊予国に移封されるまで清良は当城にいた。